# Cratocryptus subpetiolatus
Cratocryptus subpetiolatus är en stekelart som först beskrevs av Johann Ludwig Christian Gravenhorst 1829.  Cratocryptus subpetiolatus ingår i släktet Cratocryptus och familjen brokparasitsteklar. Inga underarter finns listade i Catalogue of Life.